# Kjell Rosén
Kjell Rosén est un footballeur suédois, né le 24 avril 1921 à Malmö. Il est décédé le 13 juin 1999 à Bunkeflostrand.

## Biographie
Il réalise la majorité de sa carrière dans le club de sa ville natale, le Malmö FF. Il se tourne ensuite vers le professionnalisme en s'exilant en Italie (Torino et Novare). Puis, il revient finir sa carrière dans le club de ses débuts. 
S'il ne remporte aucun titre en club, il gagne en revanche les JO de Londres avec l'équipe de Suède de football. Au cours de cette compétition, il inscrit 5 de ses 6 buts internationaux, dont deux doublés.